# Sainte-Foy-l'Argentière
Sainte-Foy-l'Argentière es una comuna francesa situada en el departamento de Ródano, de la región de Auvernia-Ródano-Alpes.

## Demografía
| 1 110 | 1 114 | 1 214 | 1 188 | 1 152 | 1 167 | 1 237 | 1 289 |
| Para los censos de 1962 a 1999 la población legal corresponde a la población sin duplicidades (Fuente: INSEE [Consultar]) |       |       |       |       |       |       |       |